# عسكر أباد دلي بجك (سبيدار)
عسكر أباد دلي بجك (بالفارسية: عسکرآباد دلی بجک) هي قرية تقع في إيران في قسم سبیدار الريفي. يقدر عدد سكانها بـ 58 نسمة .